# 国家宝藏 (第三季)
《国家宝藏》第三季是2020年播出的大型原创文博探索类季播节目，共10期。其前作《国家宝藏 (第一季)》、《国家宝藏 (第二季)》分别于2017年12月3日-2018年2月11日、2018年12月9日-2019年2月9日播出。在2019年12月宣布第三季推迟后，2020年5月官方宣布第三季开张，8月透露正制作，并将办到第五季。11月宣布定档12月6日并公布本季九座中华文明历史文化遗产，分别对应参加这一季的：故宫博物院、西安碑林、苏州博物馆、布达拉宫、敦煌研究院、秦始皇帝陵博物院、孔子博物馆、三星堆博物馆、殷墟博物馆。
第三季于2020年12月6日起播出，延续往年形式，每期由九座中华文明历史文化遗产提供收藏的三件文物，由“001號講解員”張國立负责介绍国宝守护人及历史背景，多位明星与艺人与文博守护人以舞台剧的形式表演“国宝小剧场”。每期三件文物相互关联、相互映照，讲述同一片土地甚至同一时间上发生的故事，还会从三个中评选出一件成为“《国家宝藏》年度中华文明标识”。
9处文化遗产原定由年代从短到长出场，但因录制进度播出时未能按年代排列，例如第三期不是苏州博物馆而改为布达拉宫，因而博物馆并不知道各自播出期数。此外，第三季第七期开播前数小时突然取消播出，且节目组官方并未在微博等告知，当日赞助商水井坊官方微博解释是因临时编播调整，一周后复播后续内容，此期在重制“微缩明式家具”部分后作为本季第九期播出，“微缩明式家具”也成为三季中唯一今生故事在外景拍摄的国宝。

## 开播前期
2019年下半年，节目组开始筹备第三季，此后耗时一年多赴全国踩点以选择博物馆。如2019年11月23日，总导演于蕾率领节目组一行13人从北京飞赴三星堆，但直到2020年5月再次联系后才开始针对性筹划，11月9日才官宣选入。
2019年12月，于蕾表示节目组在为全新内容和形态努力，暗示第三季仍需等待。
2020年1月29日大年初五晚，《国家宝藏》推出新春特别节目《“黄河之水天上来”国宝音乐会》，依然以熟悉的音乐和艺术形式唱黄河故事。此后由于疫情，第三季被推迟到第四季度播出。
同年5月18日的“国际博物馆日”，于蕾在视频连线时宣告：《国家宝藏》赤子归来，第三季正式开张。
8月25日甘肃省博物馆建馆80周年，于蕾到访时透露第三季正制作，将在不久后播出。同时透露第一季从2005年就开始准备，历时两年半，期间向时任故宫博物院院长的单霁翔请教时，第一次交谈就做好了五季节目的设想。
10月26日，《国家宝藏·挖藕季》音频节目作为第三季归来的序曲上线开播。
11月5日，央视综艺国家宝藏官方微博宣布第三季定档12月6日，并发布每座历史文化遗产的专属海报，海报中央为对应的代表性国宝。
11月9日，《国家宝藏》第三季启动仪式在故宫博物院建福宫花园举行，首次公布这一季的九座历史文化遗存：北京故宫、西安碑林、布达拉宫、莫高窟、苏州古典园林、秦始皇陵、孔庙孔林孔府、殷墟、三星堆，其中的4个遗址博物馆（敦煌研究院、三星堆博物馆、安阳殷墟博物馆、秦始皇帝陵博物院）被选入是第三季的特点。因为在前两季中，除故宫博物院外，第一季挑选的是央地共建博物馆，可以说是中国最顶尖、最优秀、最好的历史类博物馆（综合博物馆）；第二季也是从国家一级博物馆中的综合性博物馆中挑选，而新一季最大亮点是，选择九位主角时的逻辑变成“响应世界中华文明历史文化遗产”，从整个人类文明里看中华文明为世界贡献了什么。11月9日，《国家宝藏》第三季招商方案曝出，原定嘉宾阵容有：张国立、靳东（第一期）、沈腾（第二期）、杨紫（第三期）、陈建斌（第二期）、张钧甯（第五期）、郭麒麟（第三期）、辛柏青（第五期）、刘敏涛（未出现）、陈飞宇（未出现）、张信哲（第七期，原第八期）、朱广权（第四期）、魏晨（未出现）、富大龙（第二期）、于和伟（未出现）、韩昊霖（未出现）等。
11月14日，节目拍摄组进入安阳市殷墟博物馆拍摄殷墟。
11月23日，官方微博发布彩色版海报对应的单色版，至此，每座历史文化遗产都有专属的两幅海报。
11月26日，第三季9位文博机构“看门人”在“国宝印信”传递仪式上，从前两季文博机构馆（院）长手中接过印信。在印信交接宣传片中，官方总结三季节目为：第一季走遍华夏文明的腹心，第二季看遍五千年历史孕育的生机，第三季将视野延伸到中华大地上的九座历史文化遗产。
| 第一季文博机构 对应“看门人”                              | 第二季文博机构 对应“看门人”                              | 第三季文博机构 对应“看门人”                              | 印信交接介绍词                                                                   |
| 第一组：“远古文明”                                       | 第一组：“远古文明”                                       | 第一组：“远古文明”                                       | 第一组：“远古文明”                                                               |
| -------------------------------------------------------- | -------------------------------------------------------- | -------------------------------------------------------- | -------------------------------------------------------------------------------- |
| 河南博物院 院长马萧林                                    | 山西博物院 院长张元成                                    | 殷墟博物馆 馆长朱岩石                                    | 行夏之时，乘殷之辂，邦国天下之始，千秋不辍之基。                                 |
| 第二组：“南方古文明”                                     |                                                          |                                                          |                                                                                  |
| 湖北省博物馆 馆长方勤                                    | 云南省博物馆 副馆长樊海涛                                | 三星堆博物馆 常务副馆长朱家可                            | 别具一格的巴蜀，文明的无限可能，华夏最神秘的角落，沉淀最纯粹的血勇。             |
| 第三组：“华东文化重地”                                   |                                                          |                                                          |                                                                                  |
| 南京博物院 院长龚良                                      | 山东博物馆 副馆长卢朝辉                                  | 孔子博物馆 馆长郭思克                                    | 君子自强，敏而好学，孔子有教无类，是文明传承的根本。                             |
| 第四组：“秦皇首统东南端口”                               |                                                          |                                                          |                                                                                  |
| 上海博物馆 馆长杨志刚                                    | 广东省博物馆 馆长肖海明                                  | 秦始皇帝陵博物院 院长李岗                                | 西涉流沙，南尽北户，东有东海，北过大夏，开拓人迹未至的世界，奠定后世发展的格局。 |
| 第五组：“丝路三兄弟”                                     |                                                          |                                                          |                                                                                  |
| 陕西历史博物馆 副馆长庞雅妮                              | 新疆维吾尔自治区博物馆 馆长于志勇                          | 敦煌研究院 副院长苏伯民                                  | 商贸的核心；交流的门户；世界，曾经在敦煌。                                       |
| 第六组：“藏区亲缘”                                       |                                                          |                                                          |                                                                                  |
| 湖南省博物馆 馆长段晓明                                  | 四川博物院 院长韦荃                                      | 西藏布达拉宫 管理处处长觉单                              | 天路贯通云霄；地势合而为一；哲人，在空寂的山岭间云游；见证悠久的亲缘。           |
| 第七组：“京杭运河贯通地”                                 |                                                          |                                                          |                                                                                  |
| 浙江省博物馆 馆长陈水华                                  | 河北博物院 院长罗向军                                    | 苏州博物馆 馆长陈瑞近                                    | 西滨汇于东海，北地交融江南，京杭运河带来繁华鼎盛，雅量高致尽显盛世锦绣。         |
| 第八组：“长城东西、佑护文脉”                             |                                                          |                                                          |                                                                                  |
| 辽宁省博物馆 党委书记兼副馆长刘宁                        | 甘肃省博物馆 馆长贾建威                                  | 西安碑林博物馆 馆长裴建平                                | 支撑长城的是历史，捍卫文明的是志气，不朽之盛典，文章之无穷，付诸金石，以照汗青。 |
| 第九组：“志同道合”                                       |                                                          |                                                          |                                                                                  |
| 中央广播电视总台编务会议成员——故宫博物院 朱彤 副院长娄玮 | 中央广播电视总台编务会议成员——故宫博物院 朱彤 副院长娄玮 | 中央广播电视总台编务会议成员——故宫博物院 朱彤 副院长娄玮 | 十个甲子，只在倏忽之间，路漫漫，与我同行者，亿万同胞。                           |

12月1日，央视综艺国家宝藏官方微博改名为“宝藏家的宝公子”，同时发布第三季舞美宣传片，透露《国家宝藏》第三季策划了660天，共593人奋战了296个日夜（若以2020年12月1日算，660天前为2019年2月10日，296天前为2020年2月9日）。实际上，不计补录部分，第三季直到12月22日（此时已播出三期）才正式完成全部录制（例如西安碑林这期于12月第2周完成录制）。

## 历史文化遗存
| 历史文化遗存 | 对应文博机构     | 出席节目负责人   | 所在地           | 节目介绍词                                               | 参与愿景                     | 对应文化遗存及长度      |
| ------------ | ---------------- | ---------------- | ---------------- | -------------------------------------------------------- | ---------------------------- | ----------------------- |
| 故宫         | 故宫博物院       | 副院长娄玮       | 北京市           | 据坤灵之正位，仿泰紫之圆方，六百年，紫禁城               | 承载着丰富历史信息和文化印记 | 紫禁城-600年            |
| 西安碑林     | 西安碑林博物馆   | 馆长裴建平       | 陕西省西安市     | 宝刻渊薮，汗青永照，九百三十年，西安碑林                 | 感受盛世长安千年文脉         | 西安碑林-933年          |
| 苏州古典园林 | 苏州博物馆       | 馆长陈瑞近       | 江苏省苏州市     | 壮志谐风雅，咫尺筑天堂，一千年，苏州古典园林             | 紫藤花开、君子相迎           | 苏州古典园林-一千年     |
| 西藏布达拉宫 | 布达拉宫         | 管理处处长觉单   | 西藏自治区拉萨市 | 守婆娑净土，乘雪域雄风，一千三百年，西藏布达拉宫         | 镶嵌在拉萨神圣土地上         | 布达拉宫-一千三百年     |
| 敦煌莫高窟   | 敦煌研究院       | 副院长苏伯民     | 甘肃省敦煌市     | 逴跞古今，并鉴四大文明，一千七百年，敦煌莫高窟           | 穿越丝路千年历史             | 敦煌莫高窟-1654年       |
| 秦始皇陵     | 秦始皇帝陵博物院 | 院长李岗         | 陕西省西安市     | 八表同风，开启中华大一统，两千二百年，秦始皇帝陵         | 拥有奇迹兵马俑、辉煌秦文化   | 秦始皇陵-两千二百年     |
| 孔庙孔林孔府 | 孔子博物馆       | 馆长郭思克       | 山东省曲阜市     | 传千年之经义，燃万古之明灯，两千五百年，曲阜孔庙孔林孔府 | 承载和传承儒家文化           | 孔庙孔林孔府-两千五百年 |
| 三星堆       | 三星堆博物馆     | 常务副馆长朱家可 | 四川省广汉市     | 沉睡数千年，一醒惊天下，三千二百年，广汉三星堆           | 三星伴月铸巴蜀之魂           | 三星堆-三千二百年       |
| 安阳殷墟     | 安阳殷墟博物馆   | 馆长朱岩石       | 河南省安阳市     | 金风震铄，宏规大起，三千三百年，安阳殷墟                 | 诠释着三千年文明瑰宝         | 殷墟-三千三百年         |

## 节目内容
| 历史文化遗存                              | 文物                         | 国宝守护人                                             | 国宝使命          | 前世传奇 | 今生故事講述人 |
| 2020-12-06 第一期                         | 2020-12-06 第一期            | 2020-12-06 第一期                                      | 2020-12-06 第一期 | 2020-12-06 第一期 | 2020-12-06 第一期 |
| ----------------------------------------- | ---------------------------- | ------------------------------------------------------ | ----------------- | --- | --- |
| 故宫博物院                                | 明永乐青花海水江崖纹三足炉   | 靳东 江建新                                            | 守護山河之固      | 郑和——靳东饰 沙的火者——董彥麟飾 脫脫——劉洋飾 刺客——孫濤、瞿藝、劉雨坤飾 | 景德镇陶瓷考古研究所名誉所长——江建新 |
| 故宫博物院                                | 金嵌珍珠天球仪               | 张子枫 黎耕                                            | 守護命運與共      | 王贞仪——张子枫饰 羅尼閣——劉洋飾 讓——瞿藝飾 董老頭——孫濤飾 店小二——邢曉北飾 | 中国科学院国家天文台副研究员——黎耕 |
| 故宫博物院                                | 午门                         | 冯小刚 常欣                                            | 守護丹宸永固      | 杨慎——冯小刚饰 中年楊慎——朱峰飾 少年楊慎——瞿藝飾 游居敬——劉洋飾 沐朝弼——常楷棫飾 張璁——毛堅飾 嘉靖帝——邢曉北飾 黃娥——蔡忻如飾 錦衣衛——孫濤飾 | 故宫博物院原古建部副研究馆员——常欣 |
| 2020-12-13 第二期                         |                              |                                                        |                   | | |
| 秦始皇帝陵博物院                          | 跪射武士俑                   | 沈腾 趙震                                              | 守护赳赳秦风      | 老趙——沈腾飾 兵士——孫濤、劉洋飾 陶工朝——瞿藝飾 朝之父——董彥麟飾 | 秦始皇帝陵博物院摄影师——赵震 |
| 秦始皇帝陵博物院                          | 秦陵铜车马                   | 陈建斌 鄭煒                                            | 守护一轨同风      | 劉邦——陳建斌飾 车府丞——毛坚饰 張良——劉洋飾 | 中航西飞技术发展办公室主任——郑炜 |
| 秦始皇帝陵博物院                          | 青铜仙鹤                     | 富大龙 張衛星                                          | 守护壮志凌霄      | 秦王嬴政——富大龍飾 少年嬴政——李梓軒飾 燕太子丹——孫濤飾 少年燕太子丹——陳湘岳飾 馴禽師——董彥麟飾 惡童——葉東奇、吳曠兮飾 | 秦始皇帝陵科研规划部主任——张卫星 |
| 2020-12-20 第三期                         |                              |                                                        |                   | | |
| 西藏自治區 布达拉宫管理处                 | 法王洞文成公主像             | 杨紫 张廷芳                                            | 守护血脉深情      | 文成公主——杨紫饰 松赞干布——朱峰饰 吐蕃王族大臣格布加——董彦麟饰 吐蕃王族大臣桑布扎——刘洋饰 造纸匠——瞿艺饰 大唐和尚——孙涛饰 大唐工匠——刘雨坤饰 | “当代文成公主”、西藏大学原副校长 ——张廷芳 |
| 西藏自治區 布达拉宫管理处                 | 《四部医典》布达拉宫版       | 仁青顿珠 藏医：次仁德吉、尼玛、仁增                    | 守护甘露仁心      | 达赖侍医强欧·朗索达杰——仁青顿珠饰 强欧家仆班布——孙涛饰 达赖近臣强欧·朗索培措——刘洋饰 强欧学生帕拉旺——瞿艺饰 贵族少爷顿巴——邢小北饰 贵族管家次仁——董彦麟饰 | 西藏自治区藏医院医生： 治未病科主任——尼玛 医务处主任医师——次仁德吉 外治科主治医师——仁增                                                                                               |
| 西藏自治區 布达拉宫管理处                 | 《清代布达拉宫红宫修砌图》   | 郭麒麟 布达拉宫保护团队： 强巴格桑、杨娜、乔宣茜、达桑 | 守护雪域巍峨      | 汉族画家奇林——郭麒麟饰 满族铜铁匠苏布勒汗——朱峰饰 汉族木匠郭叔——毛坚饰 尼泊尔金匠巴赤——刘洋饰 藏族画师阿吉合——孙涛饰 蒙古族搓线女工朗克——朱席帅华饰 | 布达拉宫保护团队： 建国后布达拉宫两次大修亲历者、 前布达拉宫管理处处长——强巴格桑 布达拉宫结构与监测研究中心主任——杨娜 布达拉宫消防救援大队指战员——乔宣茜 布达拉宫维修科工作人员——达桑 |
| 2020-12-27 第四期                         |                              |                                                        |                   | | |
| 孔子博物馆                                | 三圣像                       | 朱广权 王润泽                                          | 守护儒风浩荡      | 乡绅朱安明——朱广权饰 朱安明发小——瞿艺饰 钱庄大小姐——朱席帅华饰 钱庄伙计——刘雨坤饰 赵二郎——孙涛饰 赵大郎——刘洋饰 赵姨娘——杜梅饰 学堂六学童——陈湘岳、付嘉琪、叶东奇、 吴旷兮、白芷同、白继元饰 | 中国人民大学新闻学院教授——王润泽 |
| 孔子博物馆                                | 《乾隆御定石经初拓本》       | 涂松岩 张志清                                          | 守护百川渊薮      | 蒋衡——涂松岩饰 蒋衡学生诸洛——常楷棫饰 蒋衡妻子王氏——朱席帅华饰 蒋衡好友孔衍谱——毛坚饰 儒生——刘洋、孙涛、刘雨坤、瞿艺饰 | 国家古籍保护中心副主任、国家图书馆副馆长 ——张志清 |
| 孔子博物馆                                | 商周十供                     | 于谦 郑岩                                              | 守护允集大成      | 治河使臣孔尚任——于谦饰 孔衍长（少年）——陈湘岳饰 管河县丞——董彦麟饰 江南歌伎香儿——蔡忻如饰 孔衍长（青年、老年）——邢晓北饰 儒生——刘洋、孙涛、常楷棫饰 朝鲜儒生——瞿艺饰 大学生村官、教师——其他助演饰 | 中央美术学院人文学院教授、考古学家 ——郑岩 |
| 2021-01-03 第五期                         |                              |                                                        |                   | | |
| 敦煌研究院                                | 《鹿王本生图》               | 辛柏青 九色鹿（丁建华配音） 冯健男、田懿、崔冬晖       | 守护韶光宝匮      | 国立敦煌艺术研究所所长常书鸿——辛柏青饰 九色鹿——丁建华配音 石油地质学家孙建初——刘洋饰 法国人——瞿艺、邢晓北饰 常书鸿学生——陈诺言饰 常书鸿爱人陈芝秀——蔡忻如饰 | 动画片《九色鹿》场景设计师——冯健男 上海美术电影制片厂策划创作部——田懿 中央美术学院教授、建筑学院副院长、 常书鸿外孙——崔冬晖                                                           |
| 敦煌研究院                                | 敦煌遗书《归义军衙府酒破历》 | 張鈞甯 刘永增、青山庆示（现场连线）                    | 守护丝路遗珍      | 阿瑶（第17窟藏经洞壁画中「供养人」）—— 张钧甯饰 守窟道士王圆箓——董彦麟饰 外国探险家——瞿艺饰 清朝官员——孙涛、邢晓北饰 阿瑶父亲——刘洋饰 莫高窟第17窟北壁比丘尼——杜梅饰 | 《归义军衙府酒破历》捐赠仪式日语翻译、 原敦煌研究院考古研究所所长、 现考古研究所研究员——刘永增 日本近代书道研究所所长、 日本书法大师青山杉雨之子——青山庆示                            |
| 敦煌研究院                                | 莫高窟第220窟                | 俞灏明 李云鹤、李波、李晓洋                            | 守护宗祧绘影      | 翟家第三十三代后人翟元伯——俞灏明饰 翟元伯弟弟翟元仲——邢晓北饰 都料柳随风手下——常楷域饰 柳都料——董彦麟饰 细封将军亲兵——孙涛饰 细封将军亲兵手下——魏沐远饰 翟元伯三叔公翟万群——毛坚饰 翟家第三十四代孙翟景翊——瞿艺饰 翟家第三十四代孙翟景贤——刘洋饰 翟家第三十四代孙翟景元——朱峰饰 翟元伯五奶奶定娘——蔡忻如饰 小叔叔福海——陈湘岳饰 | 李家三代： 敦煌研究院文物修复专家——李云鹤 敦煌研究院壁画修复师——李波 敦煌壁画修复师——李晓洋                                                                                           |
| 2021-01-10 第六期                         |                              |                                                        |                   | | |
| 西安碑林博物馆                            | 石臺孝經                     | 李乃文 白雪松                                          | 守护翰墨津流      | 国子监学生魏良——李乃文饰 佑国节度使、曾任华州刺史韩建——董彦麟饰 随从——邢晓北、刘洋饰 | 西安碑林博物馆讲解员——白雪松 |
| 西安碑林博物馆                            | 昭陵六骏                     | 赵文卓 周萍                                            | 守护骁腾万里      | 秦王李世民——赵文卓饰 秦王妃长孙氏——蔡忻如饰 左一府骠骑丘行恭——董彦麟饰 随从——刘洋、瞿艺、孙涛、邢晓北、常楷棫饰 侍女——陈诺言饰 | 赴美修复昭陵二骏修复者之一、 陕西省文物保护研究院副院长——周萍 |
| 西安碑林博物馆                            | 颜氏家庙碑                   | 许还山 仇寅、汪文                                      | 守护忠正之道      | 颜真卿——许还山饰 叛将首领李希烈——毛坚饰 唐德宗——刘洋饰 卢杞——邢晓北饰 颜杲卿之子颜泉明——孙涛饰 颜真卿之子颜颇——李梓轩饰 侍卫——常楷棫、瞿艺饰 | 中国文字字体设计与研究中心专家委员、 方正字库设计总监——仇寅 颜真卿楷书字库设计师——汪文                                                                                                |
| 2021-01-17 苏州博物馆该期（原第七期）停播 |                              |                                                        |                   | | |
| 2021-01-24 第七期                         |                              |                                                        |                   | | |
| 殷墟博物馆                                | 陶三通                       | 贾乃亮 任南琪                                          | 守护九州晏安      | 陶工「垚」——贾乃亮饰 垚的弟弟「垒」——刘洋饰 族长女儿「佳」——蔡忻如饰 族长——毛坚饰 老陶工——董彦麟饰 族长护卫——瞿艺、邢晓北饰 | 城市水资源与水环境国家重点实验室主任、 中国工程院院士——任南琪 |
| 殷墟博物馆                                | YH127甲骨窖穴                | 张信哲 李宗焜                                          | 守护中华基因      | 【考古十兄弟】（按出场顺序排列）： 老二石璋如——张信哲饰 老八王湘——邢晓北饰 老四刘燿——孙涛饰 老七胡厚宣——董彦麟饰 老大李景聃——朱峰饰 老九高去寻——刘洋饰 老十潘悫——王孝圳饰 老三李光宇、老六祁延霈——常楷棫、刘雨坤饰 （老五尹焕章当时被借调外地） 加长版中助演：毛坚、瞿艺                                                        | 北京大学人文讲席教授、博士生导师、 台北史语所历史文物陈列馆前主任 ——李宗焜 |
| 殷墟博物馆                                | 亚长（zhǎng）牛尊            | 吴樾 何毓灵、刘煜、李志鹏、王明辉                      | 守护四方之极      | 长族贵戚「长」（商朝「战神」亚长）—— 吴樾饰 卜官之子「豆子」——瞿艺饰 蚕房女工火娘——朱席帅华饰 蚕房女工小期——蔡忻如饰 蚕房女工（粉衣红衽）——宋煜饰 蚕房女工（粉衣）——陈诺言饰 商王祖庚——董彦麟饰 商王士兵——孙涛、常楷棫、刘洋、邢晓北等饰                                                                                        | 中国社会科学院考古研究所研究员、 安阳考古工作站副站长——何毓灵 中国社会科学院考古研究所研究员——刘煜 中国社会科学院考古研究所副研究员 ——李志鹏、王明辉                                  |
| 2021-01-31 第八期                         |                              |                                                        |                   | | |
| 三星堆博物馆                              | 金杖                         | 刘浩存 雷雨                                            | 守护求索初心      | 金杖杖灵——刘浩存饰 鱼部落公主小鱼儿——蔡忻如饰 鸟部落王子阿凫——丁辉饰 鸟部落刺客——邢晓北、瞿艺饰 鱼部落族长——董彦麟饰 鸟部落族长——朱峰饰 | 四川省文物考古研究院三星堆遗址工作站站长 ——雷雨 |
| 三星堆博物馆                              | 青铜纵目面具                 | 大张伟 姜鹏                                            | 守护极目古今      | 乐队主唱大张伟——大张伟饰 乐队键盘手——瞿艺饰 乐队吉他手——刘洋饰 导演——朱峰饰 大立人——孙涛饰 亡灵邛竹——邢晓北饰 邛竹父亲——毛坚饰 | 中国科学院国家天文台研究员、 FAST“天眼”项目总工程师——姜鹏 |
| 三星堆博物馆                              | 一号青铜神树                 | 張晉 梁旭仲、许杰（现场连线） 倪密·盖茨（现场连线）    | 守护美美与共      | 前任族长之子鸱狄——张晋饰 族长——董彦麟饰 族长之子岷昌——邢晓北饰 族人——瞿艺、孙涛、常楷棫、刘洋、陈诺言 等饰 | 前四川省文物管理局局长——梁旭仲 原西雅图艺术博物馆馆长——倪密·盖茨 旧金山亚洲艺术博物馆馆长、青铜专家 ——许杰                                                                            |
| 2021-02-07 第九期                         |                              |                                                        |                   | | |
| 苏州博物馆                                | 真珠舍利宝幢                 | 蔣欣 殷淑萍、钟锦德、乔麦、张雪、 黄丽虹               | 守护聚工臻艺      | （苏州评弹艺术家——高博文、张建珍） 方允升之妻孙十娘——蒋欣饰 真珠舍利宝幢监造人方允升 ——董彦麟饰 宦官中贵人——刘洋饰 县令——孙涛饰 瑞光寺僧人——常楷棫饰 官差——瞿艺、邢晓北、刘雨坤等饰 | 苏州博物馆高级工艺美术师——黄丽虹 苏州工艺传承人——殷淑萍、钟锦德、 乔麦、张雪 |
| 苏州博物馆                                | 文衡山先生手植藤             | 郭晓东 詹永伟                                          | 守护园韵文心      | 吴中四才子之一文徵明——郭晓东饰 拙政园主人王献臣——毛坚饰 王家仆人——邢晓北饰 吴中四才子之一唐伯虎——朱峰饰 吴中四才子之一祝枝山——董彦麟饰 王献臣孙女王枝如——叶俊涵饰 | 苏州市园林管理局原副总工程师——詹永伟 |
| 苏州博物馆                                | 微缩明式家具                 | 邓婕 吴琛瑜、张慰人                                    | 守护襟怀清气      | 内阁首辅王锡爵夫人朱氏——邓婕饰 朱氏弟弟——朱峰饰 郑贵妃——蔡忻如饰 侍女——姜玲玉、裴英男、朱席帅华饰 | 苏州市网师园管理处主任——吴琛瑜 苏州园林设计院原院长——张慰人 |

| 2021-02-17 国宝盛典      | 2021-02-17 国宝盛典        | 2021-02-17 国宝盛典                                                    | 2021-02-17 国宝盛典                    | 2021-02-17 国宝盛典 |
| 历史文化遗存             | 入选文物                   | 揭晓嘉宾                                                               | 驻展记者                               | 表演嘉宾 |
| ------------------------ | -------------------------- | ---------------------------------------------------------------------- | -------------------------------------- | --- |
| 故宫博物院               | 金嵌珍珠天球仪             | 中国科学院院士、国家天文台台长——常进                                   | 中央广播电视总台央视记者——王冰冰       | 1.国乐合鸣《破阵乐》： 中央民族乐团团长、首席琵琶演奏家——赵聪 中央民族乐团副团长、荣誉首席——唐峰 中央民族乐团吹管乐演奏家——丁晓逵 中国歌剧舞剧院首席打击乐——王佳男 青年三弦演奏家——商钟元 2.歌舞《怀归》：歌手——王铮亮 青年舞者——胡玉婷、孙科 3.情景朗诵《与我同行》： 张国立、毛坚、孙涛、董彦麟、朱席帅华、 朱峰、瞿艺、邢晓北、蔡忻如、刘洋 4.主题曲《一眼千年》：張信哲 5.京剧《戏出贺升平》： 《空城计》选段： 戏曲演员——张建峰、杨威、蔡景超、赵宏生、 张志勇、文童童、张琦、杨杨 《断桥》选段： 戏曲演员——刘琪、曲径达、吴桐 《锁五龙》选段： 戏曲演员——王越、赵宏生、张志勇、马磊、 杨威、贾家林 《四郎探母》选段： 戏曲演员——赵葆秀、马磊、赵宏生、吴桐、 张琦 |
| 西安碑林博物馆           | 颜氏家庙碑                 | 周恩来侄女、中新社原副社长——周秉德                                     | 中央广播电视总台陕西记者站记者——常青   | 1.国乐合鸣《破阵乐》： 中央民族乐团团长、首席琵琶演奏家——赵聪 中央民族乐团副团长、荣誉首席——唐峰 中央民族乐团吹管乐演奏家——丁晓逵 中国歌剧舞剧院首席打击乐——王佳男 青年三弦演奏家——商钟元 2.歌舞《怀归》：歌手——王铮亮 青年舞者——胡玉婷、孙科 3.情景朗诵《与我同行》： 张国立、毛坚、孙涛、董彦麟、朱席帅华、 朱峰、瞿艺、邢晓北、蔡忻如、刘洋 4.主题曲《一眼千年》：張信哲 5.京剧《戏出贺升平》： 《空城计》选段： 戏曲演员——张建峰、杨威、蔡景超、赵宏生、 张志勇、文童童、张琦、杨杨 《断桥》选段： 戏曲演员——刘琪、曲径达、吴桐 《锁五龙》选段： 戏曲演员——王越、赵宏生、张志勇、马磊、 杨威、贾家林 《四郎探母》选段： 戏曲演员——赵葆秀、马磊、赵宏生、吴桐、 张琦 |
| 苏州博物馆               | 文衡山先生手植藤           | 建筑设计师、贝聿铭之子——贝建中                                         | 中央广播电视总台江苏记者站记者——杨光   | 1.国乐合鸣《破阵乐》： 中央民族乐团团长、首席琵琶演奏家——赵聪 中央民族乐团副团长、荣誉首席——唐峰 中央民族乐团吹管乐演奏家——丁晓逵 中国歌剧舞剧院首席打击乐——王佳男 青年三弦演奏家——商钟元 2.歌舞《怀归》：歌手——王铮亮 青年舞者——胡玉婷、孙科 3.情景朗诵《与我同行》： 张国立、毛坚、孙涛、董彦麟、朱席帅华、 朱峰、瞿艺、邢晓北、蔡忻如、刘洋 4.主题曲《一眼千年》：張信哲 5.京剧《戏出贺升平》： 《空城计》选段： 戏曲演员——张建峰、杨威、蔡景超、赵宏生、 张志勇、文童童、张琦、杨杨 《断桥》选段： 戏曲演员——刘琪、曲径达、吴桐 《锁五龙》选段： 戏曲演员——王越、赵宏生、张志勇、马磊、 杨威、贾家林 《四郎探母》选段： 戏曲演员——赵葆秀、马磊、赵宏生、吴桐、 张琦 |
| 西藏自治区布达拉宫管理处 | 《清代布达拉宫红宫修砌图》 | 原中国藏学研究中心总干事、 中国西藏文化保护与发展协会副会长 ——拉巴平措 | 中央广播电视总台西藏记者站记者——李朕   | 1.国乐合鸣《破阵乐》： 中央民族乐团团长、首席琵琶演奏家——赵聪 中央民族乐团副团长、荣誉首席——唐峰 中央民族乐团吹管乐演奏家——丁晓逵 中国歌剧舞剧院首席打击乐——王佳男 青年三弦演奏家——商钟元 2.歌舞《怀归》：歌手——王铮亮 青年舞者——胡玉婷、孙科 3.情景朗诵《与我同行》： 张国立、毛坚、孙涛、董彦麟、朱席帅华、 朱峰、瞿艺、邢晓北、蔡忻如、刘洋 4.主题曲《一眼千年》：張信哲 5.京剧《戏出贺升平》： 《空城计》选段： 戏曲演员——张建峰、杨威、蔡景超、赵宏生、 张志勇、文童童、张琦、杨杨 《断桥》选段： 戏曲演员——刘琪、曲径达、吴桐 《锁五龙》选段： 戏曲演员——王越、赵宏生、张志勇、马磊、 杨威、贾家林 《四郎探母》选段： 戏曲演员——赵葆秀、马磊、赵宏生、吴桐、 张琦 |
| 敦煌研究院               | 莫高窟第220窟              | 敦煌研究院名誉院长——樊锦诗                                             | 中央广播电视总台甘肃记者站记者——安文剑 | 1.国乐合鸣《破阵乐》： 中央民族乐团团长、首席琵琶演奏家——赵聪 中央民族乐团副团长、荣誉首席——唐峰 中央民族乐团吹管乐演奏家——丁晓逵 中国歌剧舞剧院首席打击乐——王佳男 青年三弦演奏家——商钟元 2.歌舞《怀归》：歌手——王铮亮 青年舞者——胡玉婷、孙科 3.情景朗诵《与我同行》： 张国立、毛坚、孙涛、董彦麟、朱席帅华、 朱峰、瞿艺、邢晓北、蔡忻如、刘洋 4.主题曲《一眼千年》：張信哲 5.京剧《戏出贺升平》： 《空城计》选段： 戏曲演员——张建峰、杨威、蔡景超、赵宏生、 张志勇、文童童、张琦、杨杨 《断桥》选段： 戏曲演员——刘琪、曲径达、吴桐 《锁五龙》选段： 戏曲演员——王越、赵宏生、张志勇、马磊、 杨威、贾家林 《四郎探母》选段： 戏曲演员——赵葆秀、马磊、赵宏生、吴桐、 张琦 |
| 秦始皇帝陵博物院         | 秦陵铜车马                 | 电影导演——张艺谋                                                       | 中央广播电视总台陕西记者站记者——谭海梅 | 1.国乐合鸣《破阵乐》： 中央民族乐团团长、首席琵琶演奏家——赵聪 中央民族乐团副团长、荣誉首席——唐峰 中央民族乐团吹管乐演奏家——丁晓逵 中国歌剧舞剧院首席打击乐——王佳男 青年三弦演奏家——商钟元 2.歌舞《怀归》：歌手——王铮亮 青年舞者——胡玉婷、孙科 3.情景朗诵《与我同行》： 张国立、毛坚、孙涛、董彦麟、朱席帅华、 朱峰、瞿艺、邢晓北、蔡忻如、刘洋 4.主题曲《一眼千年》：張信哲 5.京剧《戏出贺升平》： 《空城计》选段： 戏曲演员——张建峰、杨威、蔡景超、赵宏生、 张志勇、文童童、张琦、杨杨 《断桥》选段： 戏曲演员——刘琪、曲径达、吴桐 《锁五龙》选段： 戏曲演员——王越、赵宏生、张志勇、马磊、 杨威、贾家林 《四郎探母》选段： 戏曲演员——赵葆秀、马磊、赵宏生、吴桐、 张琦 |
| 孔子博物馆               | 三圣像                     | 北京大学教授、翻译家——许渊冲                                           | 中央广播电视总台山东记者站记者——胡洋   | 1.国乐合鸣《破阵乐》： 中央民族乐团团长、首席琵琶演奏家——赵聪 中央民族乐团副团长、荣誉首席——唐峰 中央民族乐团吹管乐演奏家——丁晓逵 中国歌剧舞剧院首席打击乐——王佳男 青年三弦演奏家——商钟元 2.歌舞《怀归》：歌手——王铮亮 青年舞者——胡玉婷、孙科 3.情景朗诵《与我同行》： 张国立、毛坚、孙涛、董彦麟、朱席帅华、 朱峰、瞿艺、邢晓北、蔡忻如、刘洋 4.主题曲《一眼千年》：張信哲 5.京剧《戏出贺升平》： 《空城计》选段： 戏曲演员——张建峰、杨威、蔡景超、赵宏生、 张志勇、文童童、张琦、杨杨 《断桥》选段： 戏曲演员——刘琪、曲径达、吴桐 《锁五龙》选段： 戏曲演员——王越、赵宏生、张志勇、马磊、 杨威、贾家林 《四郎探母》选段： 戏曲演员——赵葆秀、马磊、赵宏生、吴桐、 张琦 |
| 三星堆博物馆             | 青铜纵目面具               | 中国民航飞行学院广汉分院副院长、 国家民航一级飞行员——孔亮              | 中央广播电视总台四川记者站记者——白璐   | 1.国乐合鸣《破阵乐》： 中央民族乐团团长、首席琵琶演奏家——赵聪 中央民族乐团副团长、荣誉首席——唐峰 中央民族乐团吹管乐演奏家——丁晓逵 中国歌剧舞剧院首席打击乐——王佳男 青年三弦演奏家——商钟元 2.歌舞《怀归》：歌手——王铮亮 青年舞者——胡玉婷、孙科 3.情景朗诵《与我同行》： 张国立、毛坚、孙涛、董彦麟、朱席帅华、 朱峰、瞿艺、邢晓北、蔡忻如、刘洋 4.主题曲《一眼千年》：張信哲 5.京剧《戏出贺升平》： 《空城计》选段： 戏曲演员——张建峰、杨威、蔡景超、赵宏生、 张志勇、文童童、张琦、杨杨 《断桥》选段： 戏曲演员——刘琪、曲径达、吴桐 《锁五龙》选段： 戏曲演员——王越、赵宏生、张志勇、马磊、 杨威、贾家林 《四郎探母》选段： 戏曲演员——赵葆秀、马磊、赵宏生、吴桐、 张琦 |
| 殷墟博物馆               | YH127甲骨窖穴              | 中国社会科学院考古所研究员——刘一曼                                     | 中央广播电视总台河南记者站记者——田萌   | 1.国乐合鸣《破阵乐》： 中央民族乐团团长、首席琵琶演奏家——赵聪 中央民族乐团副团长、荣誉首席——唐峰 中央民族乐团吹管乐演奏家——丁晓逵 中国歌剧舞剧院首席打击乐——王佳男 青年三弦演奏家——商钟元 2.歌舞《怀归》：歌手——王铮亮 青年舞者——胡玉婷、孙科 3.情景朗诵《与我同行》： 张国立、毛坚、孙涛、董彦麟、朱席帅华、 朱峰、瞿艺、邢晓北、蔡忻如、刘洋 4.主题曲《一眼千年》：張信哲 5.京剧《戏出贺升平》： 《空城计》选段： 戏曲演员——张建峰、杨威、蔡景超、赵宏生、 张志勇、文童童、张琦、杨杨 《断桥》选段： 戏曲演员——刘琪、曲径达、吴桐 《锁五龙》选段： 戏曲演员——王越、赵宏生、张志勇、马磊、 杨威、贾家林 《四郎探母》选段： 戏曲演员——赵葆秀、马磊、赵宏生、吴桐、 张琦 |

## 節目原聲
| 曲序 | 曲目               | 作曲   | 编曲   | 演唱   | 时长 |
| ---- | ------------------ | ------ | ------ | ------ | ---- |
| 1.   | 懷歸（王梓嫣作词） | 關大洲 | 關大洲 | 王铮亮 | 4:30 |

## 评论
2020年11月13日，在《国家宝藏》第三季开播前夕，《大河报》记者对比微博数据后，发现殷墟博物馆官方微博与同是参加第三季的其它历史文化遗存官博相比，最不活跃。殷墟博物馆官博在2020年11月5日前，除同年10月26日的一篇视频微博外，直到2016年12月19日，近4年时间内无任何微博。因而该报认为，《国家宝藏》第三季开播会“唤醒”沉睡4年的殷墟博物馆。
针对第三季的豆瓣评分虽比前两季高，但热度并不理想、豆瓣打分人数远不及前两季的现象，广州《羊城晚报》指出，2020年大陆荧屏上已播和待播的文化类综艺超过35部，绝大多数都缺乏热度。这一方面是由于同质节目过多，观众审美疲劳；另一方面也由于此类节目受众范围确实有局限。另外，第三季节目的宣传也不及前两季，虽然在社交网络上进行了推介，也邀请到众多明星，却没能形成良好的互动宣传氛围。
2021年4月底，总导演于蕾在参与新京报线上论坛时表示，虽然前三季《国家宝藏》豆瓣评分都在9分以上，但“深入浅出”、“曲高和众”的目标越来越难。成功的IP最难改变，但事实常常证明：大胆创新是对的。做节目和写文章相似，文辞、事例上的变更和雕琢，是小改变；文体、结构上的调整和尝试，就是大手术；中心思想和核心表达等的变化，就可能是改头换面的变革。第三季与之前只做了小的调整，“经过三季思考、提炼和打磨的‘让国宝活起来’、‘承古人之创造，开时代之生面’这样的核心表达是不会变的，变化的可能是用什么样的故事和呈现去外化诠释它。”于蕾表示，第三季变化最鲜明的是博物馆的选择逻辑和舞美视觉体系的升级重构，“我们很高兴观众认可了这些慎重思考后的改变和新意。”